# 9番街レトロ
9番街レトロ（きゅうばんがいレトロ）は、吉本興業（東京本社）所属のお笑いコンビ。2018年結成。神保町よしもと漫才劇場を拠点に活動している。

## メンバー
京極 風斗（きょうごく かざと、1995年8月9日 - ）（30歳）
ボケ・ネタ作り担当、立ち位置は向かって左。
- 本名および旧芸名は、藤原 風斗（ふじわら かざと）。
- 大阪府藤井寺市出身。
- 身長170 cm、体重66 kg、血液型A型。
- 特技は激辛、長座体前屈。
- 趣味は散歩、神社仏閣巡り、インテリア。
- 以前はコンビ「戎（エビス）」として活動していた。2018年1月には同コンビとして第3回上方漫才協会大賞にて「トータルコーディネイト部門賞」を受賞。同年4月に東京進出し、同年7月に解散。
- 大阪を拠点として活動していた頃は、漫才の中でカリスマキャラを演じる芸風だった。しかし常にカリスマ性を求められることが負担となり、東京進出を機に「大阪にカリスマを置いていく」ことを決意。当時は「カリスマ」が愛称として定着していたため、よりインパクトのある「京極」という苗字を新たな芸名に用いることとした。

なかむら しゅん（1994年1月24日 - ）（31歳）
ツッコミ担当、立ち位置は向かって右。
- 本名は、中村 瞬（読み同じ）。芸名はかつて「なかむら☆しゅん」や「なかむら★しゅん」と表記していたこともあったが、2025年6月14日より現芸名に戻した。
- 大阪府交野市出身。大阪府立枚方津田高等学校卒業。摂南大学中退。
- 身長180 cm、体重70 kg、血液型A型。
- 趣味はサッカー観戦（セレッソ大阪）、料理。
- 特技はなぞかかれ、三三七拍子、乗り切る対応力、ゴールキーパー（歴13年）。
- 以前はコンビ「ジャイアントナデシコ」として活動し、2018年7月に解散。

## 来歴
それぞれNSC在学時に結成したコンビで卒業後も活動していたが、2018年7月になかむらのコンビが解散。大阪に帰省していた京極が、以前からその面白さに一目置いていたなかむらと組みたいと考え、当時の相方に解散を申し出る。同年11月14日に結成発表。
コンビ名は、語感と字面の良さを重視して京極が命名。
結成発表同日にYouTubeチャンネルを開設。
2018年12月3日より、吉本興業東京本社所属としてヨシモト∞ホール（渋谷）をはじめとした、よしもと常設劇場でのライブ出演を開始。
2020年8月29日に神保町よしもと漫才劇場の「グランドバトル」で1位を獲得。令和ロマン、ネイチャーバーガーに続いて劇場3組目の「Sクラス」入りを果たした。その後、劇場の名称・制度変更により「花クラス｣（2020年9月 - 2021年4月）、｢劇場所属メンバー｣（2021年5月 - ）と変遷。
2021年4月11日、田辺智加（ぼる塾）がプロデュースするアイドルユニット『お抹茶煎じ隊』に加入（2023年3月5日解散）。
2025年2月5日、なかむらが吉本大（ダイタク）ほか複数名とともにオンラインカジノを使ったとして、賭博罪容疑で警視庁から事情聴取を受けたと報じられた。その後、単純賭博罪の公訴時効（3年）以内であったことから、同年4月3日に書類送検され、同年5月22日には単純賭博罪で略式起訴された。また、同日付で東京簡裁はなかむらに罰金10万円の略式命令を出した。なかむらは事情聴取の報道がなされる前の1月下旬から活動休止状態であったが、6月8日に活動再開を報告した。

## エピソード
京極
- 戎時代はイケメン&オシャレ担当と呼ばれていたが、2021年時にファンからの差し入れでお洒落が保たれていることが判明した。
- 4人兄弟の長男。面倒見が良くしっかり者な性格らしく、弟たち全員を等しく愛している。弟はそれぞれ2歳下、15歳下、24歳下である。
- 中学時代から将来は芸人になると決めており、高校進学はせずにNSCへ入るつもりでいた。しかし修学旅行だけは絶対に行きたかったため、受験勉強の必要がないよう偏差値の低い高校を受験して入学。修学旅行に行くという目標を達成した後は登校日数が激減、出席日数が足りず留年か退学かの二択を迫られて高校を中退。その後1年間養成所への入学費用を貯め、2014年にNSC大阪校の37期生として入学した。
- 芸人になったきっかけとして2つの理由を語っている。1つは修学旅行で友達と披露した漫才が楽しかったこと。もう1つは当時大阪にあったbaseよしもとで、若手芸人好きの叔母に連れられて初めて生で見たお笑いライブに出演していたプリマ旦那（現・令和喜多みな実）に憧れたからである。
- 2021年4月、YouTubeで個人チャンネル「京極風斗の道楽ちゃんねる。」を開設。2023年4月、髙比良くるま（令和ロマン）とのチャンネル「黙って食べれん」を開設。

なかむら
- 学生時代はサッカー部に所属しており、ポジションはゴールキーパーだった。当時はサッカー選手に憧れており、漫才は文化祭でやったことがある程度だったが、2015年、大学4年時に高校の同級生と共にNSC大阪校へ38期生として入学。NSC在学中にプロを目指すことを決意して大学を中退した。
- 子どもの頃からセレッソ大阪のサポーターで、特に森島寛晃選手の大ファン。サイン入りグッズも多数所有している。
- 好きな数字は森島選手が現役時代に背負ったセレッソのエースナンバーである「8」だったが、コンビ名に入っているからという理由で敬遠していた「9」も好きであることを認めた。これについて本人は「好きな女子の名前を聞かれたとき最初は本当に好きな子ではなく無難な子の名を言うが、最後は結局好きな子の名前を言ってしまうタイプであるから故の言動」と説明している。
- 2020年9月24日、同期のかつやま（ド桜）・鳥山大介と共に「かつやまんちチャンネル」を開設した。本人たち曰く「遊ぶことを肯定するため」にチャンネルを運用している。
- 2021年10月、かつやま・ヤス（ナイチンゲールダンス）とのルームシェア開始を機に、YouTubeチャンネル「歌舞伎町に住み始めた3人」を開設。2023年3月、個人チャンネル「えぐいっちtokyo(仮)」を開設。

その他
- ファンの通称は、9番街UZY（きゅうばんがいウズィー）。由来については本人たちとファンとの間での機密事項であるため、公表していない。
- 芸歴では京極の方が1年先輩だが、年齢はなかむらの方が1歳上（早生まれのため学年は2つ上）である。

## 芸風
主に漫才。
落ち着きある京極の淡々としたボケに対してなかむらが豪快かつ情熱的にツッコミを入れるスタイルで、その日の反応や状況によってギャグや歌ネタのような要素をアドリブで加えることもある。また、コント漫才も披露している。
本人曰く「冒険かつ繊細、ときどき栄光」。

## 出囃子
- PE'Z - 「トロピカルマンゴーダンス」[30]

## 賞レースなどでの戦績

### コンビ

#### M-1グランプリ
| 年（回）         | 結果         | エントリー No. | 会場              | 日時     |
| ---------------- | ------------ | -------------- | ----------------- | -------- |
| 2019年（第15回） | 3回戦進出    | 1414           | ルミネtheよしもと | 11月8日  |
| 2020年（第16回） | 準々決勝進出 | 978            | NEW PIER HALL     | 11月17日 |
| 2021年（第17回） | 準々決勝進出 | 823            | ルミネtheよしもと | 11月16日 |
| 2022年（第18回） | 準々決勝進出 | 1497           | ルミネtheよしもと | 11月16日 |
| 2023年（第19回） | 準々決勝進出 | 2234           | ルミネtheよしもと | 11月22日 |
| 2024年（第20回） | 3回戦進出    | 2168           | KANDA SQUARE HALL | 11月6日  |

| 年（回）         | 結果      | エントリー No. | 会場             | 日時     |
| ---------------- | --------- | -------------- | ---------------- | -------- |
| 2015年（第11回） | 2回戦進出 | 818            | テイジンホール   | 10月7日  |
| 2016年（第12回） | 2回戦進出 | 1459           | 大丸心斎橋劇場   | 10月4日  |
| 2017年（第13回） | 3回戦進出 | 1210           | よしもと漫才劇場 | 10月25日 |

| 年（回）         | 結果      | エントリー No. | 会場           | 日時     |
| ---------------- | --------- | -------------- | -------------- | -------- |
| 2015年（第11回） | 2回戦進出 | 1551           | テイジンホール | 10月8日  |
| 2016年（第12回） | 2回戦進出 | 2845           | 大丸心斎橋劇場 | 10月4日  |
| 2017年（第13回） | 2回戦進出 | 3247           | 大丸心斎橋劇場 | 10月12日 |

#### 上方漫才協会大賞
| 年度             | 結果                            | 日程    |
| ---------------- | ------------------------------- | ------- |
| 2021年（第六回） | 大賞ノミネート 新人賞ノミネート | 1月11日 |
| 2022年（第七回） | 大賞ノミネート                  | 1月10日 |
| 2023年（第八回） | 大賞ノミネート                  | 1月9日  |
| 2024年（第九回） | 大賞ノミネート                  | 1月8日  |

#### その他
- 2020年 第1回北河内新人お笑いコンクール - 最優秀新人賞[35][36]
- 2021年 第42回ABCお笑いグランプリ - 最終予選進出[37]
- 2021年 キングオブコント2021 - 1回戦敗退
- 2021年 ツギクル芸人グランプリ2021 - 決勝進出[38]

### 個人

#### R-1ぐらんぷり／R-1グランプリ
| 年     | 結果       | 会場                       | 日時           | 備考                           |
| ------ | ---------- | -------------------------- | -------------- | ------------------------------ |
| 2015年 | 1回戦敗退  | なんばパークスホール       | 2014年12月28日 | 「戎藤原」名義 NSC在学中に出場 |
| 2016年 | 1回戦敗退  | なんばパークスホール       | 1月9日         | 「戎藤原」名義                 |
| 2022年 | 準決勝進出 | 有楽町朝日ホール           | 2月13日        |                                |
| 2023年 | 準決勝進出 | 有楽町朝日ホール           | 2月11日        |                                |
| 2024年 | 2回戦敗退  | シダックスカルチャーホール | 1月23日        |                                |

| 年     | 結果         | 会場                       | 日時           |
| ------ | ------------ | -------------------------- | -------------- |
| 2021年 | 2回戦進出    | よしもと有楽町シアター     | 1月26日        |
| 2022年 | 準々決勝進出 | ルミネtheよしもと          | 2月1日         |
| 2023年 | 準々決勝進出 | ルミネtheよしもと          | 2月3日         |
| 2024年 | 2回戦進出    | シダックスカルチャーホール | 1月23日        |
| 2025年 | 3回戦進出    | 時事通信ホール             | 2024年12月27日 |

## 出演

### テレビ
- ネタパレ（フジテレビ、2021年5月14日[49]、9月10日[50]、11月19日[51]、2024年1月19日[52]）
- ハチミツ!!（フジテレビ、2024年10月7日〈6日深夜〉 - 2025年3月31日〈30日深夜〉[53]） - レギュラー
  - 深夜のハチミツ（フジテレビ、2023年4月10日〈9日深夜〉 - 2024年4月1日〈3月31日深夜〉） - つぼみ芸人として
  - 深夜のハチミツ!! Bee The Top（フジテレビ、2024年4月8日〈7日深夜〉 - 9月30日〈29日深夜〉） - ハチミツ芸人として
- ナイチン街レトロ（テレビ朝日、2024年7月7日〈6日深夜〉[54] - 2025年3月30日〈29日深夜〉） - MC・冠番組
  - 夜明け前バラエティ トワライト（2025年4月6日〈5日深夜〉[55] - ） - メインキャスト
- 9番街テレビ（TBSチャンネル、2024年9月9日） - 冠特番[56]

### テレビドラマ
- 年下童貞くんに翻弄されてます 第1話（テレビ神奈川、2025年4月25日〈24日深夜〉[57]） - 京極のみ

### ラジオ

#### パーソナリティー担当
- 狛江9番街ラヂオ（狛江ラジオ放送、2021年3月4日[58] - 2024年9月19日[59]）- 毎月奇数週木曜日
- PortCityRadio（YouTube、2021年9月3日[60] - 24日[61]） - 2021年9月度担当
- 9番街レトロのUBUGOE（Artistspoken、2022年2月28日 - ） - 毎週月曜日[62]
- NACK5 SPECIAL 9番街レトロの伝説ラジオ[注 5]（NACK5、2022年9月18日）
- かぶさんラジオ[64]（stand.fm、2023年3月27日 - ） - なかむらのみ、毎週月曜日
- キョキョラジ[65]（stand.fm、2023年5月5日 - ） - 京極のみ、毎週金曜日
- 9番街レトロのオールナイトニッポンPODCAST（PODCAST、2024年3月2日[66] - 30日） - 2024年3月度担当

#### 自主ラジオ
- やれ全ラジオ[67]（stand.fm、2021年9月1日[68] - 30日[69]、2022年1月31日、2月27日、4月22日、5月27日） - なかむらのみ
- 京極風斗の道楽らぢお。[70]（stand.fm、2022年3月17日 - ） - 京極のみ、不定期更新

#### ゲスト出演・単発出演など
- NSCの時間（YES-fm、2016年12月12日 - 12月15日[71]） - なかむらのみ（ジャイアントナデシコ時代）
- マイナビ Laughter Night（TBSラジオ、2021年4月10日〈9日深夜〉[注 6]、2024年6月15日〈14日深夜〉[注 7]）
- 新春スペシャル 集まれ!!ラジオやりたい芸人(笑)（NACK5、2022年1月1日〈2021年12月31日深夜〉[74]） - 番組内の対決企画にて優勝[75]

### 配信番組
- 競輪ライブエンターテインメント TIPSTAR（2020年12月7日[76] - ） - 京極のみ（チーム「神保町吉本漫才劇場」として）
- 有田ジェネレーション season2（Paravi、2021年9月20日[77]）
- 進化のハチミツ（FOD、2025年4月 - ）

### 映画
- 劇場版ほんとうにあった怖い話〜ゾクッ事故物件芸人〜 第2幕（2025年8月1日） - 主演・後藤楓介 役（京極）[78]

## ライブ
2021年
- 9月9日 - 9番街フェス〜2021〜（神保町よしもと漫才劇場）

2022年
- 5月9日 - 京極風斗展（神保町よしもと漫才劇場）※京極個人による単独ライブ
- 9番街フェスツアー2022
  - 9月3日 - 森ノ宮よしもと漫才劇場
  - 9月13日 - 大須演芸場
  - 9月24日 - ルミネtheよしもと

2023年
- 9月9日 - 即興60分漫才（神保町よしもと漫才劇場）
- 9番街フェス2023
  - 9月15日 - 銀座ブロッサム
  - 9月30日 - 大阪市中央公会堂 大集会室

2024年
- 4月25日 - 劇場版えぐいっちtokyo(仮)（赤羽会館）
- 9月9日 - 9番街フェス2024「9999秒ライブ」（大田区民プラザ大ホール）

2025年
- 9番街レトロのご迷惑をおかけしました。
  - 9月7日 - よしもと道頓堀シアター
  - 9月15日 - よしもと福岡 大和証券劇場
  - 9月25日 - 渋谷よしもと漫才劇場

## 連載
- 0か100かで生きてゆく（NET ViVi、2021年8月11日[82] - 2024年7月24日[83]） - 京極によるコラム

## 書籍
- えぐいっちtokyo（紙）（太田出版、2024年7月4日発売[84]）